# Stenellipsis goephanoides
Stenellipsis goephanoides är en skalbaggsart som beskrevs av Stefan von Breuning 1963. Stenellipsis goephanoides ingår i släktet Stenellipsis och familjen långhorningar. Inga underarter finns listade i Catalogue of Life.